# 羅馬什科韋 (蘇梅州)
52°8′56″N 33°56′58″E / 52.14889°N 33.94944°E
羅馬什科韋（烏克蘭語：Ромашкове）是位於烏克蘭東北部的村莊，由蘇梅州紹斯特卡區的中布達市鎮負責管轄。該村處於茲諾比夫卡河畔，距離切爾納茨凱和利索瓦波利亞納1.5公里，海拔高度179米，2001年人口377。